# Грем (округ, Канзас)
Шаблон:StateAbbr_ 39°21′00″ пн. ш. 99°53′00″ зх. д. / 39.35° пн. ш. 99.8833° зх. д.
Грем (англ. Graham County) — округ (графство) у штаті Канзас, США. Ідентифікатор округу 20065.

## Історія
Округ утворений 1867 року.

## Демографія
За даними перепису
2000 року
загальне населення округу становило 2946 осіб, усе сільське.
Серед мешканців округу чоловіків було 1436, а жінок — 1510. В окрузі було 1263 домогосподарства, 848 родин, які мешкали в 1553 будинках.
Середній розмір родини становив 2,84.
Віковий розподіл населення поданий у таблиці:
| Стать    | До 15 років | 15-21 | 22-29 | 30-39 | 40-49 | 50-65 | 65-85 | Понад 85 |
| -------- | ----------- | ----- | ----- | ----- | ----- | ----- | ----- | -------- |
| Чоловіки | 246         | 155   | 74    | 170   | 237   | 254   | 263   | 37       |
| Жінки    | 253         | 104   | 78    | 190   | 225   | 263   | 309   | 88       |

## Суміжні округи
- Нортон — північ
- Філліпс — північний схід
- Рукс — схід
- Елліс — південний схід
- Трего — південь
- Гов — південний захід
- Шерідан — захід
- Декатур — північний захід

## Виноски
1. ↑  U.S. Decennial Census. United States Census Bureau. Архів оригіналу за 26 квітня 2015. Процитовано 24 липня 2014.
2. ↑  Historical Census Browser. University of Virginia Library. Архів оригіналу за 11 серпня 2012. Процитовано 24 липня 2014.
3. ↑  Population of Counties by Decennial Census: 1900 to 1990. United States Census Bureau. Архів оригіналу за 5 червня 2019. Процитовано 24 липня 2014.
4. ↑  Census 2000 PHC-T-4. Ranking Tables for Counties: 1990 and 2000 (PDF). United States Census Bureau. Архів оригіналу (PDF) за 18 грудня 2014. Процитовано 24 липня 2014.
5. ↑  State & County QuickFacts. United States Census Bureau. Архів оригіналу за 6 серпня 2011. Процитовано 24 липня 2014.(англ.) Наведено за англійською вікіпедією.
6. ↑  American FactFinder. Бюро перепису населення США. Архів оригіналу за 21 травня 2008. Процитовано 31 січня 2008.

| США | Це незавершена стаття з географії США. Ви можете допомогти проєкту, виправивши або дописавши її. |